# Hochries
Die Hochries ist ein 1569 m ü. NHN hoher Berg am Nordrand der westlichen Chiemgauer Alpen.
Von der bewirtschafteten Hochrieshütte aus bietet der Gipfel einen hervorragenden Rundblick über den Landkreis Rosenheim, den Simssee und den Chiemsee, das Inntal und die umliegenden Berge (Kaisergebirge, östliches Mangfallgebirge) bis hin zum Großglockner und den Gletschern der Zentralalpen.
Der Gipfel ist per Bahn von Grainbach aus zu erreichen. Vom Ort geht ein Sessellift zur Mittelstation auf 920 m Höhe. Von dort führt eine Kabinenbahn auf den Gipfel. Die Hochries ist als Rosenheimer „Hausberg“ beliebt bei Wanderern sowie insbesondere Gleitschirm- und Drachenfliegern.
Ortskundige erkennt man daran, dass sie den Namen des Berges auf der zweiten Silbe betonen.

## Sender Hochries
Auf dem Berg befindet sich eine Sendeanlage der Deutschen Telekom.
Hauptartikel: → Sender Hochries

## Panoramaaufnahmen

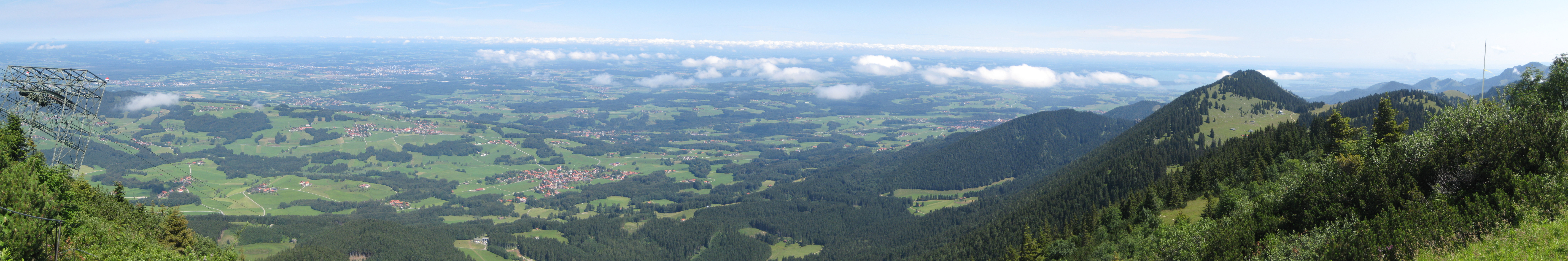
Blick nach Norden

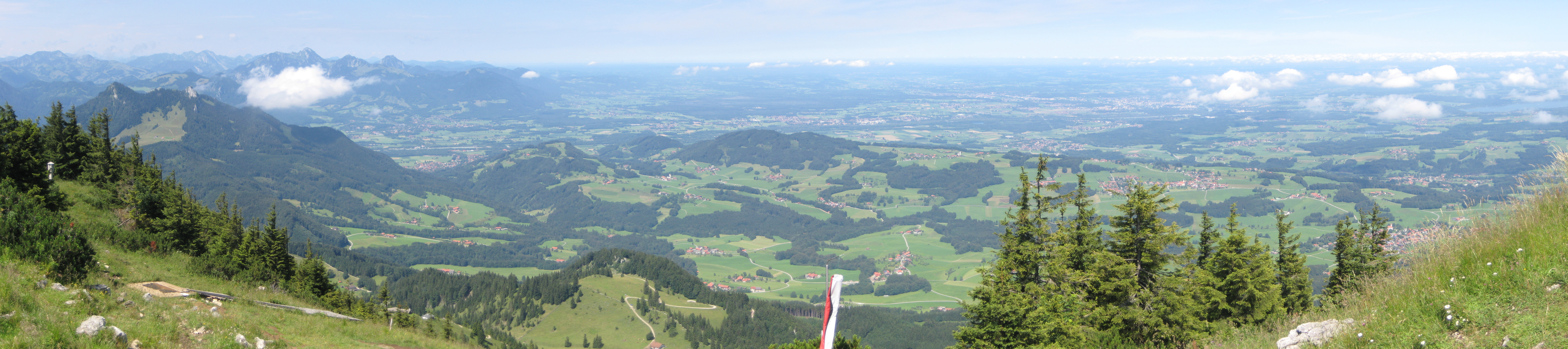
Blick nach Nordwesten

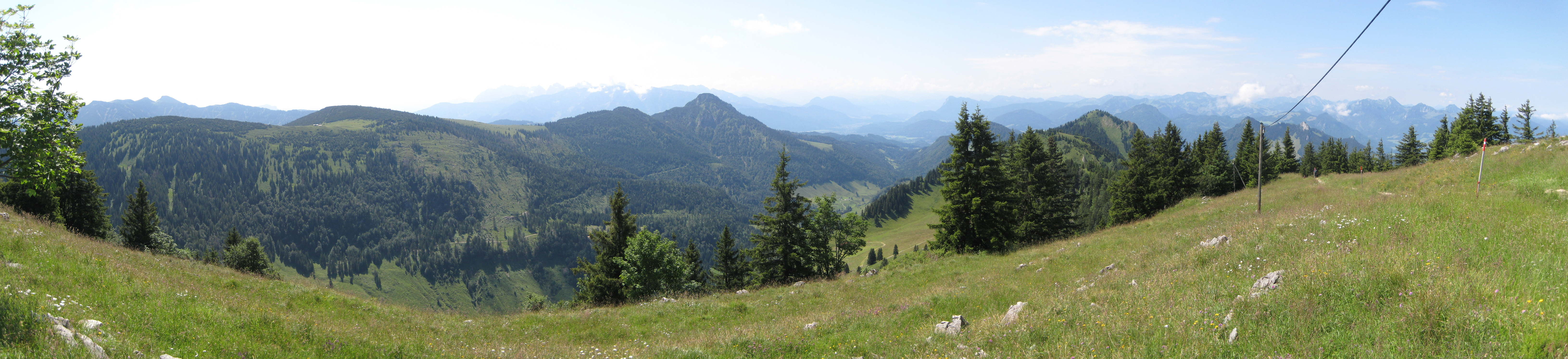
Blick nach Süden

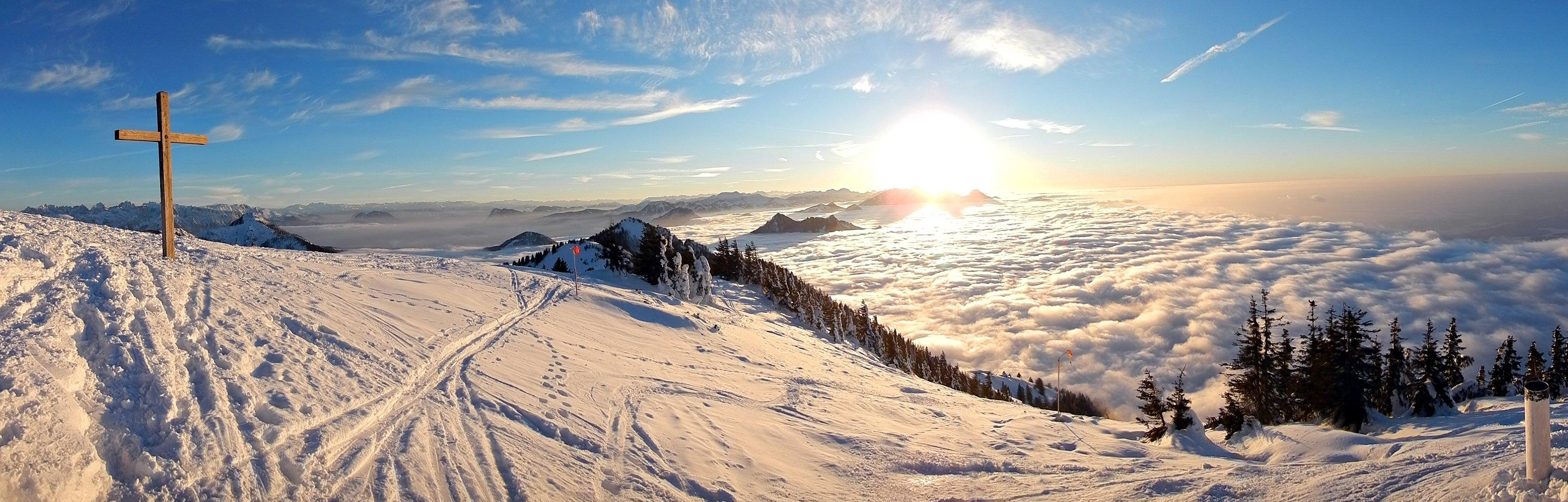
Panorama von der Hochrieshütte im Winter nach Westen